# Samuel A. Taylor
Samuel A. Taylor, nato Samuel Albert Tanenbaum (Chicago, 13 giugno 1912 – Blue Hill, 26 maggio 2000), è stato un commediografo e sceneggiatore statunitense.
Autore delle commedie Avanti! e Sabrina Fair, collaborò con Billy Wilder alla sceneggiatura di Sabrina e Che cosa è successo tra mio padre e tua madre?, i due film che vennero tratti dai rispettivi lavori teatrali di Taylor. Fu anche sceneggiatore di Alfred Hitchcock per La donna che visse due volte e Topaz.